# Haemulon squamipinna
Haemulon squamipinna és una espècie de peix de la família dels hemúlids i de l'ordre dels perciformes.

## Morfologia
Els mascles poden assolir els 11,5 cm de longitud total.

## Distribució geogràfica
Es troba al Brasil (des de Fortaleza fins a la costa de Maceió).